# High School Musical 2
Liceul Muzical 2 este al doilea film din seria Liceul Muzical. Filmul a debutat mai întâi pe Jetix în 2008, iar apoi din nou pe Disney Channel pe 19 septembrie 2009.
Studentul Troy Bolton primește o slujbă, numai ca să fie sigur că va sta cu Gabriella Montez toată vara.

## Intriga
La East High ultimul clopoțel sună care anunță venireea vacanței de vară, iar studenții cântă melodia "What Time Is It. Ca un simbol că ține la ea, Troy Bolton (Zac Efron) îi dăruiește lui Gabriella Montez (Vanessa Hudgens) un lănțișor cu inițiala sa. Pisicile Sălbatice cântă ultima parte din "What Time Is It" în afara școlii.

Sharpay and Ryan în „Fabulous”.

Sharpay și Ryan Evans (Ashley Tisdale și Lucas Grabeel) își fac planuri să petreacă vacanța la clubul familie, Lava Springs ("Fabulous"), dar Sharpay planifică să își petreacă vacanța cu Troy, ea aranjând să fie angajat la club. Cu toate astea, Troy îl convinge pe managerul clubului, Dl. Fulton (Mark L. Taylor), să o angajeze și pe Gabriella cât și pe prietenii lui care îi includ pe Taylor (Monique Coleman) și prietenul cel mai bun a lui Troy, Chad (Corbin Bleu). Sharpay află că Gabriella lucrează ca salvamar, iar Dl. Fulton nu poate să facă nimic deoarece mama lui Sharpay (Jessica Tuck) a aprobat angajarea ei, așa că îi ordonează lui Fulton să le dea lucruri grele de făcut ca să le greșească și să o concedieze. Fulton vrea să intimedeze grupul, și îi convinge că Troy poate să persevereze ("Work This Out").
Troy continuă să se îngrijoreze despre bursa de la colegiu. Sharpay aranjează ca Troy să fie promovat,sperând să îl convingă să cânte cu ea la spectacolul de talente. Între timp, Kelsi scrie o baladă pentru Troy și Gabriella. Troy acceptă să cânte cu prietenii lui în spectacol ("You Are The Music In Me"), fără să știe că Sharpay îl vrea. În versiunea extensă, Sharpay și Ryan îl ia pe Troy când el se pregătea pentru o întâlnire cu Gabriella și cântă melodia lor ("Humuhumunukunukuapua'a").
O vizită de la o echipă de basketball , The Red Hawks, face o distanță între Troy și Chad când Troy alege campionatul lor în schimbul prietenilor lui, iar Troy începe să se distanțeze de vechii lui prieteni.
Ryan realizează că nu prea mai înseamnă mult pentru Sharpay, deoarece ea îl înlocuiește pentru Troy. Taylor și Gabriella îl invită pe Ryan la un joc de baseball, iar Chad îi oferă poziția lui Troy ("I Don't Dance")
Relația lui Troy și Gabriella se destramă când Troy îl vede pe Ryan cu Gabriella, manifestându-și gelozia. Deoarece Toy a promis, el și Sharpay trebuie să pregătească cântecul lor pentru spectacolul de talente Midsummer Night ("You are the music in me" versiunea lui Sharpay).
Când Sharpay află că Ryan și Pisicile Sălbatice fac împreună actul lor pentru spectacol, ea îi ordonă lui Dl. Fulton să interzică participarea angajaților la spectacol. Gabriella demisionează. Troy încearcă să o facă pe Gabriella să își schimbe decizia. Ea îi spune că și-a pierdut încrederea în el. ("Gotta Go My Own Way").
Troy se întoarce înapoi la muncă și află că prietenii lui refuză să vorbească cu el. Kelsi îi arată pe ascunse lui Troy ce a scris Dl. Fulton, care îl face pe Troy să se întrebe când s-a schimbat("Bet On It"). Troy o informează pe Sharpay că nu va mai cânta cu ea, ceea ce o face pe ea să plângă. Pisicile Sălbatice și Chad uită de absența lui Troy și îl convinge să cânte cu ei.
Ryan îi dă lui Troy un nou cântec înainte de spectacol. Când Troy se duce în culise, o întreabă pe Sharpay de ce a schimbat cântecele, iar ea este șocată că fratele ei a păcălit-o. Troy cântă melodia "Everyday" singur, până când Gabriella vine din sală. La sfârșit, Sharpay îl prezintă mândră pe fratele ei,Ryan,deoarece a câștigat un premiu. La sfârșitul spectacolului, Pisicile Sălbatice (incluzând și pe Ryan și Sharpay) se duce pe terenul de golf să admire artificiile. Troy și Gabriella se sărută la final.
Toată lumea celebrează sfârșitul verii printr-o petrecere la piscina ("All for One") în care apare și Miley Cyrus.

## Actori
- Troy Bolton (Zac Efron) este bărbatul protagonist din film. El este cel mai popular student la East High, și căpitanul echipei de basketball. Pentru filmul acesta, Efron a cântat, dar în primul film vocea lui a fost înlocuită cu a lui Drew Seeley.
- Gabriella Montez (Vanessa Hudgens) este femeia protagonistă a filmului. Este foarte inteligentă și are note mari la matematică și științe.
- Sharpay Evans (Ashley Tisdale) este antagonista filmului. Vine dintr-o familie bogată. Este cam egoistă dar în adâncul ei are o inimă bună. Este foarte talentată.
- Ryan Evans (Lucas Grabeel) este fratele lui Sharpay. Este tratat urât de sora sa, motiv pentru care se alătură celorlalți spre finalul filmului. Este prietenos și foarte talentat.
- Chad Danforth (Corbin Bleu) este cel mai bun prieten a lui Troy, dar și cu Jason și Zeke. Este în echipa de baschet a școlii.
- Taylor McKessie (Monique Coleman) este prietena cea mai bună a lui Gabriella. Ea este și prietenă cu Kelsi Nielsen și Martha Cox, și se întâlnește cu Chad. Ea este căpitanul decatlonului școlii. Ea are o slujbă la Lava Springs ca un coordonator al activităților.
- Mr. Thomas Fulton (Mark L. Taylor) este managerul Lava Springs
- Jack Bolton (Bart Johnson) este tatăl lui Troy.
- Mr. Vance Evans (Robert Curtis Brown) este tatăl lui Ryan și Sharpay.
- Mrs. Darby Evans (Jessica Tuck) este mama lui Ryan și Sharpay.
- Ms. Darbus (Alyson Reed) este profesoara elevilor de actorie.
- Kelsi Nielsen (Olesya Rulin) este studentă la East High. Ea este compozitoare și pianistă
- Zeke Baylor (Chris Warren Jr.) este prieten cu Troy și Chad.
- Jason Cross (Ryne Sanborn) este prieten cu Troy,Chad și Zeke.
- Martha Cox (Kaycee Stroh) is a student at East High. She is a friend with Gabriella, Kelsi, and Taylor.
- Jackie (Tanya Chisholm) este un prieten a lui Sharpay.
- Lea (Kelli Baker), alt prieten a lui Sharpay.
- Emma (McCall Clark),alt prieten a lui Sharpay.
- Mrs. Lucille Bolton (Leslie Wing Pomeroy) este mama lui Troy.

## Melodii
| Melodie                                         | Cântată de                                                | Alți cântăreți                                            | Scenă                                     |
| ----------------------------------------------- | --------------------------------------------------------- | --------------------------------------------------------- | ----------------------------------------- |
| What Time Is It                                 | Troy, Gabriella, Sharpay, Ryan, Chad, Taylor              | Pisicile Sălbatice                                        | Clasa din East High, Coridoarele, Cantina |
| What Time Is It (Pt. 2)                         | Troy, Gabriella, Sharpay, Ryan, Chad, Taylor              | Pisicile Sălbatice                                        | Curtea Liceului East High                 |
| Fabulous                                        | Sharpay și Ryan                                           | Sharpettes                                                | Piscina Lava Springs                      |
| Work This Out                                   | Troy, Gabriella, Chad, Taylor, Kelsi, Zeke, Martha, Jason | Pisicile Sălbatice și Lucrătorii În Bucătărie             | Bucătăria Lava Springs                    |
| You Are The Music In Me                         | Troy și Gabriella                                         | Kelsi și Pisicile Sălbatice                               | Camera de Cină Lava Springs               |
| Humuhumunukunukuapua'a                          | Sharpay și Ryan                                           | Sharpettes                                                | Culisele Lava Springs                     |
| I Don't Dance                                   | Chad și Ryan                                              | Jucătorii de BaseBall,Pisicile Sălbatice                  | Terenul de baseball Lava Springs          |
| You Are The Music In Me (versiunea lui Sharpay) | Sharpay                                                   | Troy și Sharpettes                                        | Scena Lava Springs                        |
| Gotta Go My Own Way                             | Troy și Gabriella                                         | Nimeni                                                    | Piscina Lava Springs și curtea            |
| Bet On It                                       | Troy                                                      | Nimeni                                                    | Terenul de golf                           |
| Everyday                                        | Troy și Gabriella                                         | Pisicile Sălbatice și Compania                            | Scena Lava Springs                        |
| All For One                                     | Troy, Gabriella, Sharpay, Ryan, Chad, Taylor              | Kelsi, Zeke, Martha, Jason,Pisicile Sălbatice și Compania | Piscina Lava Springs                      |

## High School Musical: Pe Scenă!

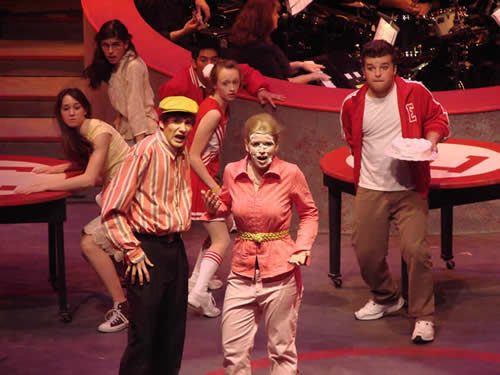
Pacific Repertory Theatre's School of Dramatic Arts High School Musical Act 1 Final.

Ca originalul High School Musical,  secvențele au fost selecționate și adoptate pe două producții diferite. Un singur act, 70 de minute și două acte. Această producție include și cântecul "Hummuhummunukunukuapua'a" la care s-a renunțat în filmul original, dar inclus pe DVD. Drepturile de autor sunt ale companiilor Through Music Theater și Disney Theatrical în Octombrie 2009.
- În 18 mai 2008, Liceul Woodlands a fost prima școală pentru producția High School Musical 2.
- Din 17 Iulie până pe 3 august 2008, teatrul Harrel în Collierville,Tennessee a fost prima comunitate de teatru care a apărut în această producție, care a prezentat o echipă senioră și una de juniori
- Din 15 Ianuarie până pe 15 februarie 2009, premiera producției Weat Coast a fost prezentată de Pacific Reportory Theatre's School of Dramatic Arts. Producția a fost condusă de PacRep founderStephen Moorer, care a condus și prima producție High School Musical
- Din 6 până pe 18 aprilie 2009, premiera în Marea Britanie a fost făcută de StageDaze Theatre Company în Cardiff.